# Cinétisme
Pour les articles homonymes, voir Art cinétique.
Le cinétisme est un concept de la psychomécanique (ou psychosystématique) du langage de Gustave Guillaume. Le cinétisme du langage est la propension qu'a l'esprit humain de concevoir des images plus ou moins achevées de tel ou tel fait de langue. 

## Temps et cinétique
Guillaume s'est tout d'abord intéressé au temps. Lorsqu'un locuteur utilise un verbe, l'esprit construit une « image verbale » plus ou moins achevée. Les infinitifs ont un aspect, mais ni mode ni « époque » : un infinitif, c'est une image verbale non achevée. On dit que l'image verbale est « saisie » en cours de construction, et pour les infinitifs elle est « saisie » « précocement ». Autrement dit, l'infinitif est une saisie précoce de l'image verbale.
Le cinétisme implique donc une tension au sein de la langue. La langue serait toujours en train d'être construite, et, lors de chaque production de paroles, saisie à un moment donné de cette construction.

### Psychomécanique du temps
Pour Guillaume,
« [la figuration très simple du temps, passé/présent/futur,] dont on peut dire qu'elle porte au maximum le panoramisme du temps, est la plus achevée, la plus "réalisée" qu'on puisse concevoir. C'est le résultat d'un grand effort de visée […]. Mais pour le linguiste, et les fins qu'il poursuit, cette image optima du temps est un instrument insuffisant. Son défaut vient précisément de sa "perfection". Ce qu'elle offre au regard, c'est du temps déjà construit en pensée, si l'on peut s'exprimer ainsi, alors que l'analyse demanderait qu'on vît du temps en train de se construire dans la pensée. Il est concevable, en effet, que pour s'introduire profondément à la connaissance d'un objet, cet objet fût-il le temps, point ne suffit de le considérer à l'état achevé, mais qu'il faut de plus, et surtout, se représenter les états par lesquels il a passé avant d'atteindre sa forme d'achèvement. »

## La chronogénèse

### La saisie de la chronogénèse
Le terme de saisie est fondamental chez Guillaume. Il apparaît dès le début de son ouvrage principal, Temps et verbe, lorsqu'il décrit la saisie initiale de la « chronogenèse » (formation de l'image verbale dans l'esprit), qui correspond à l'aspect :
« À l'instant initial, la chronogénèse n'a pas encore opéré, elle est seulement en pouvoir d'opérer : l'image-temps saisie sur cet instant de la chronogenèse est le temps in-posse […]. »
Guillaume explique ainsi sa « chronogénèse » :
« Pour être une opération mentale extrêmement brève, la formation de l'image-temps dans l'esprit n'en demande pas moins un temps, très court sans doute, mais non pas infiniment court, et par conséquent réel. Il s'ensuit que cette formation peut être rapportée à un axe […]. Nous nommerons cet axe, l'axe du temps chronogénétique, et l'opération de pensée qui s'y développe, la chronogénèse. »
Guillaume distingue dans la chronogénèse trois points, qui sont autant de saisies de l'image-temps : 
- le temps in posse, qui est « une image que la pensée n'a aucunement réalisée, mais qu'elle est, néanmoins, en puissance de réaliser ».
- Le temps in fieri, où « la chronogénèse a plus ou moins opéré et l'image-temps saisie en telle position se présente en cours de formation dans l'esprit. »
- le temps in esse, où « la chronogénèse a fini d'opérer » ; l'image-temps est achevée.

La formation de l'image-temps est donc soit « en puissance », soit « en devenir », soit « en réalité ».

## Chronogénèse et aspect, mode, époque
Les trois « temps » de Guillaume correspondent à trois images plus ou moins achevées du temps. En effet, il existe des formes verbales ne contenant que l'aspect et aucun mode ni époque (passé, présent futur) : c'est le cas de l'infinitif. Les infinitifs sont donc des images incomplètes du temps (ils sont des images du temps in posse). 
En revanche, on ne trouve aucune forme verbale ayant un mode mais pas d'aspect : le mode vient compléter, au cours de la chronogénèse, l'image du temps in posse qui ne contient que l'aspect. Cette image, plus achevée, que le temps in posse, est le temps in fieri.
Enfin, les trois époques passé, présent, futur viennent achever l'image du temps in fieri : c'est le temps in esse. 
Ainsi, toutes les formes verbales présentent un aspect, beaucoup d'entre elles présentent un mode, et certaines présentent une époque.

### Le tempsin posse[2]
« L'image-temps saisie sur cet instant [l'instant initial] de la chronogenèse est le temps in posse (c'est-à-dire une image que la pensée n'a aucunement réalisée, mais qu'elle est, néanmoins, en puissance de réaliser) ».
Le temps in posse est le temps « à l'intérieur du mot », telle qu'on peut la trouver dans l'infinitif du dictionnaire marcher, avoir marché, venir, être venu, etc. Mais c'est aussi le cas des participes marchant, ayant marché, etc. L'image du temps n'est pas réalisée, elle contient une tension et est en attente d'une extension. 
Ce temps in posse est donc « du temps intérieur à l'image verbale », et indépendant de la durée de l'action. Pour Guillaume, ce temps in posse est l'aspect et, effectivement, l'aspect est indépendant de la durée, et selon les termes de Paul Imbs, le procès est envisagé sous l'angle de son déroulement interne.

### Le tempsin fieri[4]
Le temps in fieri est toute image commencée mais non achevée du temps. C'est « la transition » du temps in posse au temps in esse. Le temps in fieri est pour Guillaume le mode, image plus achevée que celle qui ne comporte que l'aspect (le temps in posse), mais moins achevée que le temps in esse (image qui comporte les trois époques, passé, présent, futur). Dans cette optique,
« la représentation indicative serait une représentation plus achevée, plus réalisée que la représentation subjonctive. »

### Le tempsin esse[5]
Le temps in esse est l'image achevée du temps, car les trois époques viennent compléter dans la chronogenèse l'image inachevée du temps in fieri qui ne comportait qu'aspect et mode.

## Cinétisme non temporel
Le concept de cinétisme implique que les mots, même s'ils ne concernent pas le temps, sont des images que l'esprit saisit au cours de leur formation. le mot du dictionnaire cheval est ainsi moins achevé que le mot cheval dans un contexte, par exemple dans la phrase le cheval galope. En effet, le contexte permet à l'esprit de construire une image achevée du cheval, tandis que le dictionnaire n'en donne que la définition nucléaire, hors contexte.
Les guillaumiens, ou du moins les linguistes qui s'inspirent de la psychomécanique de Guillaume, analyse de nombreux domaines de la linguistique à l'aide du concept de cinétisme. Par exemple, un pronom est l'image saisie plus ou moins précocement d'une personne

## Cinétisme de la négation

### Typologie psychomécanique des termes négatifs du français

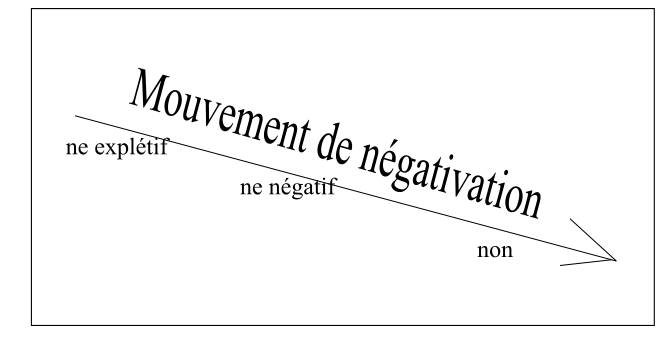
D'après les théories des continuateurs de Gustave Guillaume, tout mouvement de négativation est une tension psychomécanique.

Selon la psychomécanique de Gustave Guillaume, il existe une tension au sein de la langue, ou autrement dit un cinétisme. La tension négative en est un exemple. Il s'agit d'une variation de la négation, selon qu'on emploie les différents termes négatifs : le ne explétif est très peu négatif, le non l'est beaucoup plus, etc.
Pour suivre cette logique de la tension psychomécanique, il est possible de classer les termes négatifs du français du moins négatif au plus négatif :  ne explétif (saisie la plus précoce de la négation),  ne comparatif ,  ne… que… ,  ne… pas  (et ses variantes), et enfin non, saisie la plus tardive de la négation (négation la plus complète).

#### Leneexplétif: la saisie précoce de la négation
Le  ne explétif ne traduit pas réellement une négation, mais plutôt une éventualité. Il s'agit donc d'une saisie précoce de la négation. C'est pourquoi il s'utilise après des verbes exprimant crainte, empêchement, doute ; dans des subordonnées introduites par avant que, à moins que, de peur que, peu s'en faut que ; ou encore après autre / autrement que, ou un comparatif : autant de structures exprimant l'éventualité et non pas l'inexistence.
- Je crains qu'il ne vienne (= « j'ai peur qu'il vienne », et non pas : « qu'il ne vienne pas »)

#### Lenecomparatif: saisie médiane
Le ne comparatif « équilibre en quelque sorte une comparaison de disparité : Pierre est plus épris de Marie qu'elle NE l'est de lui (c'est-à-dire : « Pierre est le plus épris » + « Marie est la moins éprise » et vice versa) ». Il s'agit d'une saisie précoce de la négation : être moins éprise ou du moins pas autant ne signifie pas ne pas être épris, ce qui serait une saisie tardive de la négation (voir #Ne… pas).

#### Négation et partitif
Devant un nom complément d'objet direct au sens partitif dans une proposition négative, on emploie de si la négation est absolue concernant l'objet du verbe (⇒ aucune quantité de), mais du, de la, de l', des si la phrase implique, quant au nom, une idée affirmative, ou quand on veut insister sur l'objet :
- Je n'ai pas d’argent, pas d’amis, je ne bois jamais de vin, mais :
- Elle ne boit que de l’eau ; n'avez-vous pas des amis pour vous aider ?
- Vous n'avez pas demandé du vin, mais de la bière.

Cette négation n'est pas complète car elle ménage une issue au procès du verbe, comme dans le dernier exemple. La locution adverbiale ne… pas (sans partitif) exprime une négation complète, plus complète que ne… pas + partitif : en effet le partitif est une forme de restriction de la négation. Par exemple, je ne fume pas est plus négatif que je ne fume pas de tabac qui laisse ouverte la possibilité de fumer autre chose que du tabac (— avec modération).

#### Ne… que…
La locution adverbiale exceptive (ou restrictive) ne… que… exprime la restriction et signifie « seulement, rien de plus que » : il ne s'agit donc pas à proprement parler d'une négation. Ainsi, dans Je n’ai que dix euros sur moi, le locuteur affirme qu'il a dix euros.
Cette négation est une saisie plus tardive que celle avec partitif.
Pour Marc Wilmet, « L'auxiliaire exceptif que arrête ne ([…]) au seuil de la prédication négative et relance la prédication positive. » Le locuteur nie le sous-ensemble des éléments complémentaires 
- de l'objet : Pierre n'aime que Marie ;
- du circonstanciel : Marie ne part que dans un mois ;
- de l'attribut : Moi je ne suis qu 'une ombre, et vous qu 'une clarté [9]! ;
- du complément de présentatif : Il n'y a que lui qui me comprenne ;
- de la séquence impersonnelle[10] : Il ne reste, autour de moi, que la desserte d'un long été (Colette).

C'est donc une saisie médiane de la négation : la « relance positive » empêche que la négation soit totale.

#### Ne… pas
Ne… pas (sans partitif) est une négation complète : c'est une saisie tardive du mouvement de négativation. Pas est tonique et ne est atone, il est donc plus étroitement lié au verbe (on peut dire il ne manque, après l'appel, pas un élève mais on ne peut pas dire *il ne, après l'appel, manque pas un élève). Pourtant, ne peut être employé seul devant le verbe.

##### Ne… goutte, ne… mie, et autres saisies tardives de la négativation
La construction ne… + GN est une variante de ne… pas. 

#### L'adverbe négatifnon
Non (ainsi que nenni) est l'équivalent tonique de l'adverbe atone ne. Il s'est spécialisé dans une négation complète (saisie tardive du mouvement de négativation).
Non peut constituer à lui seul  l'équivalent de toute une phrase négative, en réponse à une phrase interrogative ou impérative. C'est pourquoi il est la négation la plus complète qui existe en français. Il peut constituer une interjection :
- — Êtes-vous prêt ? — Non. (= « je ne suis pas prêt »).

## Cinétisme des pronoms

### Pronoms animés
Olivier Soutet se sert de la notion guillaumienne de tension pour organiser les morphèmes pronominaux « suivant un schéma à double tension conduisant successivement du morphème du pluriel interne au morphème de l'animé absent, puis de celui-ci à celui du pluriel externe ». Le cinétisme est ainsi expliqué par l'auteur :
« La négativation de l'individu s'opère par la médiation des signes de l'indéfinition, qui correspondent à une perte progressive de l'identité.
— N'importe qui et qui que ce soit sont des indéfinis de signe positif ; toutefois, la confrontation de
- N'importe qui fera (ou peut faire) l'affaire.
- Qui que ce soit fera (ou peut faire) l'affaire.

et de
- N'importe qui fait (ou faisait) l'affaire.
- ? Qui que ce soit fait (ou faisait) l'affaire.

fait apparaître que l'indéfinition de qui que ce soit, plus avancée que celle de n'importe qui, le rend peu compatible — voire incompatible — avec des contextes non virtualisants [présent ou passé]. »

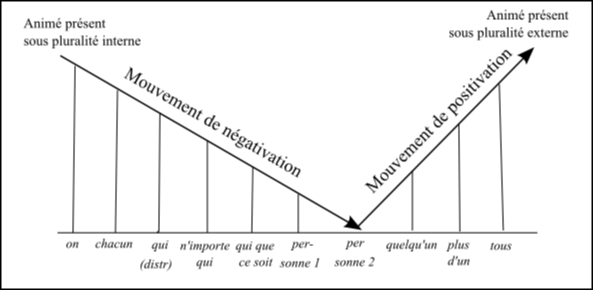

Précisons que qui (distr.) est le pronom distributif qui dans Chacun avait apporté un cadeau, qui des fleurs, qui des chocolats, qui des marrons glacés.
Quant à la personne 1 (saisie précoce), il s'agit du forclusif de la négation (ne… personne et personne… ne). On pourrait dire que dans l'ordre ne laisse entrer personne !, le pronom réfère à des personnes très virtuelles mais dont l'existence reste possible. La « négativation de l'individu » n'est totale qu'avec la personne 2 :  Personne dans les rues, personne aux portes de la ville.

### Pronoms inanimés
(schéma à venir)